# Caffè Ritazza
Caffè Ritazza er en international kæde af kaffebarer, med kaffebarer i et stort antal lande i hele verden. Caffè Ritazza har især specialiseret sig i at drive kaffebarer på trafikknudepunkter som stationer, banegårde, lufthavne, busterminaler m.m., samt på universiteter og hospitaler og i mindre omfang i indkøbscentre og på gågade-områder. I UK driver Caffè Ritazza også et antal kaffebarer ved motorveje. 
En del af kaffebarerne drives af Select Service Partner. Caffè Ritazza er ejet af Compass Group. 

## I Danmark
I Danmark var Caffè Ritazza kaffebarer følgende steder:
- Københavns Hovedbanegård
- Københavns Lufthavn
- På Strøget i København ved Magasin du Nord

Alle er dog i lukket i Danmark. 